# 颈果草
颈果草（学名：Eritrichium microuloides）是紫草科齿缘草属的植物，为中国的特有植物。分布在中国大陆的西藏、青海等地，生长于海拔4,500米至5,000米的地区，常生于草甸残碎裸地、河滩沙地以及山顶石堆，目前尚未由人工引种栽培。